# Muhlenbergia thurberi
Muhlenbergia thurberi är en gräsart som först beskrevs av Frank Lamson Scribner, och fick sitt nu gällande namn av Per Axel Rydberg. Muhlenbergia thurberi ingår i släktet muhlygräs, och familjen gräs. Inga underarter finns listade i Catalogue of Life.